# Marsove polarne ledene kape
Planet Mars ima dvije trajne polarne ledene kape. Tijekom zime polarne kape leže u neprekidnoj tami, hladeći površinu i uzrokujući taloženje 25–30 % atmosfere u ploče CO2 u obliku leda, suhi led. Kad su polovi ponovno izloženi Sunčevoj svjetlosti, smrznuti CO2 sublimira . Ove sezonske mijene prenose velike količine prašine i vodene pare, što dovodi do mraza na površini i velikih oblaka cirusa. 
Kape na oba pola sastoje većinom od vodenog leda. Smrznuti ugljični dioksid taloži se kao razmjerno tanak sloj debljine oko jednog metra na sjevernoj kapi u sjevernoj zimi, dok južna kapa ima trajni pokrov suhog leda oko 8 m debljine. Sjeverna polarna kapa ima promjer oko 1000 km tijekom ljeta na sjevernoj Marsovoj polutki, i sadrži oko 1,6 milijuna kubnih kilometara leda, koji bi ravnomjerno raspoređen preko cijele kape činio sloj debeo 2 km. Količinaje usporediva s 2,85 milijuna km3 grelandskog ledenog pokrova. Južna polarna kapa ima promjer 350 km i debljinu 3 km. Ukupan obujam leda u južnoj polarnoj kapi sa susjednim slojevitim naslagama također je procijenjena na 1,6 milijuna kubičnih km. Na obje polarne kape vidle se spiralna korita, što je pokazala nedavna analiza snimaka radara za snimanje kroz led, a rezultat je otprilike okomitih kabatnih vjetrova koji pušu spiralnim oblicima zbog Coriolisovog učinka.
Sezonsko smrzavanje nekih područja u blizini južne ledene kape rezultira stvaranjem prozirnih 1 m debelih ploča suhog leda na površini planeta. Dolaskom proljeća Sunčevo zračenje zagrijava tlo, a tlak od sublimiranja CO2 nakuplja se ispod ploče, što dovodi do pozdizanja i na kraju erumpiranja CO2 pomiješanog s tamnim bazaltnim pijeskom ili prašinom. Ovaj se proces odvija relativno brzo, tijekom nekoliko dana, tjedana ili mjeseci, stopa promjene prilično je neuobičajena u geologiji, posebno za Mars. Plin koji juri ispod ploče do mjesta gejzira, ispod leda izrezuje paučasti uzorak radijalnih kanala.
Osim ugljikova dioksida, suhi led, polarne kape sadrže i smrznutu vodu jer je uočeno da sublimacijom CO2 kape ne nestaju, a temperatura je uvijek ispod 273 K (0 °C). Ova smrznuta voda izmiješana je s česticama prašine. Zbog prozirnosti atmosfere, Mars odražava Sunčevu svjetlost dva puta slabije nego Zemlja. To znači da usprkos većoj udaljenosti, površina jednake veličine na Marsu prima samo malo manje topline nego na Zemlji. Temperatura je praktički uvijek ispod 0 °C. 
U srpnju 2018. talijanski znanstvenici izvijestili su o otkriću podglacijalnog jezera na Marsu, 1,5 km ispod površine južnih polarnih slojevitih naslaga, ne ispod vidljive trajne ledene kape, promjera oko 20 km, prvo poznato stabilno vodeno tijelo na planetu.

## Zamrzavanje atmosfere
Istraživanje temeljeno na malim promjenama u orbitama svemirskih letjelica oko Marsa tijekom 16 godina otkrilo je da svake zime oko 3,5 × 1015 kilograma ugljičnog dioksida izmrzne iz atmosfere na polarnu kapu zimske hemisfere. To predstavlja 12 do 16 % mase cjelokupne marsove atmosfere. Ova zapažanja podržavaju predviđanja Marsovog globalnog referentnog atmosferskog modela- 2010.